# サプライズ (芸能プロダクション)
有限会社サプライズは大阪府大阪市に本社を置く芸能プロダクション。2005年12月に設立。

## 概要

### 所在地
- 大阪本社：〒553-0031 大阪市東淀川区西淡路1-2-65
- 東京支社：〒107-0052 東京都港区赤坂4-5-21 バルミー赤坂502号室

### 所属タレント
- 増田かおり
- 古仲カナコ
- 西川さち
- 宮崎望
- ☆まかりな☆

#### 過去の所属タレント
- ホームランなみち
- 福田麻衣
- 神野まるみ
- メリッサ・ロンド

## 提携会社
- 有限会社エヌフォースプロモーション
- 株式会社マセキ芸能社
- 株式会社リップ